# Regal Community Theatre

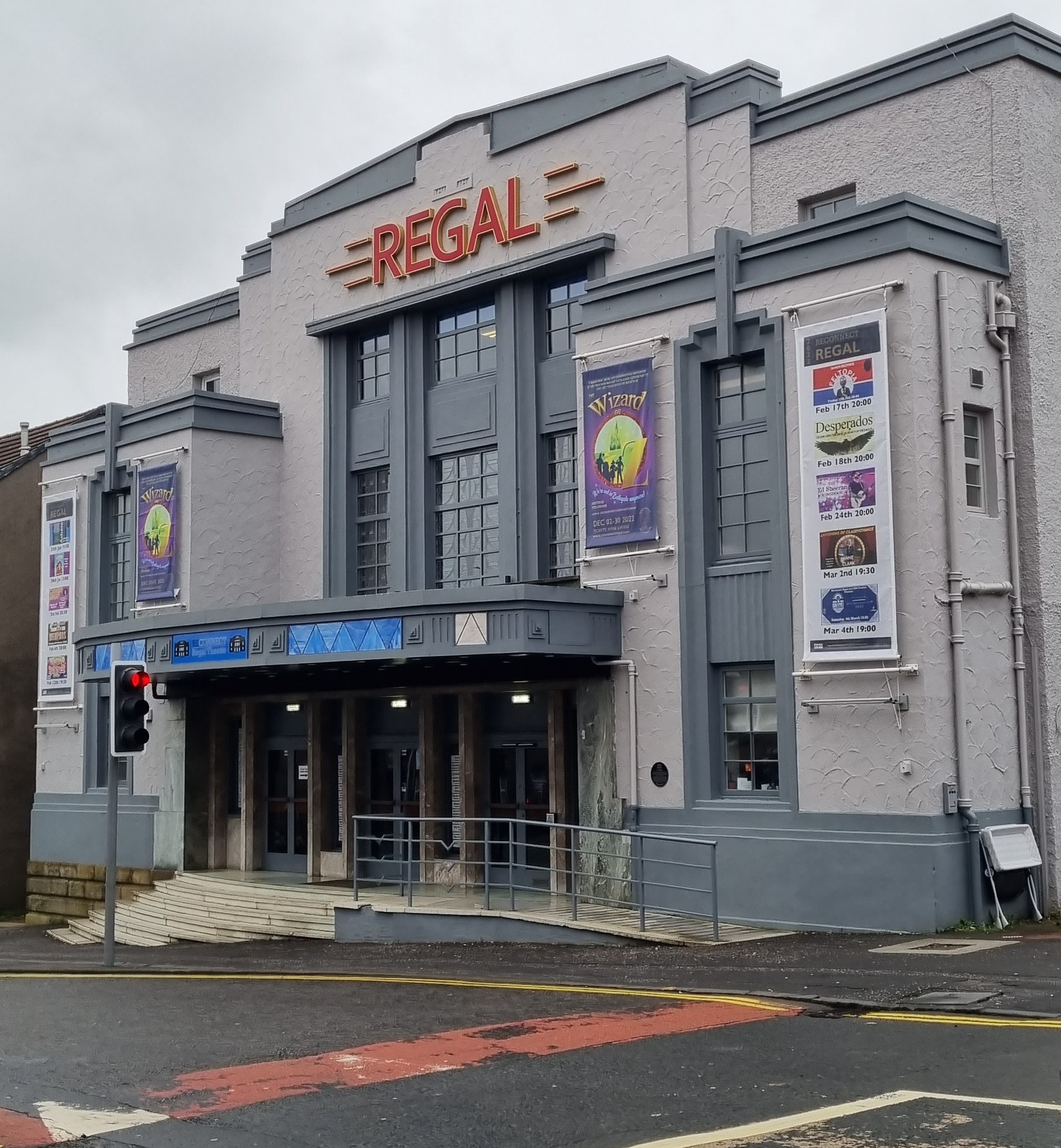
Außenansicht des Regal Theater, 2022

Das Regal Community Theatre ist ein Kino- und Veranstaltungsgebäude in der schottischen Stadt Bathgate in der Council Area West Lothian. 1999 wurde das Bauwerk in die schottischen Denkmallisten zunächst in der Denkmalkategorie C aufgenommen. Die Hochstufung in die Kategorie B erfolgte 2008. Ausschlaggebend hierfür waren insbesondere die erhaltenen Gipsarbeiten von John Alexander. Für das aus dem Jahre 1938 stammende Bauwerk zeichnet der in Leven ansässige Architekt Andrew David Haxton verantwortlich. 1995 wurde das Kinogebäude umgestaltet und dient nun im Wesentlichen als Veranstaltungsgebäude der Gemeinde.

## Beschreibung
Das dreistöckige Gebäude liegt an der Bridge Street im Zentrum Bathgates. Der Art-déco-Bau ist quer zu einem flachen Hang gebaut. Die südexponierte Frontseite ist fünf Achsen weit. Sie ist mit Stuckarbeiten, kolossalen Pilastern und stilisierten Schlusssteinen gestaltet. Die äußeren zweistöckigen Elemente treten leicht hervor. Farblich abgesetzt prangt der Schriftzug REGAL unterhalb des Blendgiebels. Das Gebäude schließt mit einem Flachdach.
Der Fußboden des Foyers ist mit Terrazzofliesen gestaltet; die Decke mit dekorativen Putzarbeiten. Teilweise sind noch die ursprünglichen Buntglasfenster erhalten. Im Innenraum ist noch das ursprüngliche Nutzungsschema erkennbar. Flankierende Treppenaufgänge führen aus dem Foyer zu der Galerie und der im Obergeschoss eingerichteten Bar. Die Wände sind im unteren Bereich mit Walnussfurnier verkleidet. Sowohl im Erdgeschoss als auch im Obergeschoss wurden zwischenzeitlich kleine Ausstellungsräume eingerichtet. Die Galerie im Obergeschoss wurde zu einem Büroraum umgestaltet.